# Terrorist Finance Tracking Program
Het Terrorist Finance Tracking Program is een programma dat in opdracht van de Amerikaanse regering door het United States Department of the Treasury (ministerie van Financiën) en de CIA is opgezet in het kader van de strijd tegen het terrorisme. Vanaf 2001 controleerde het alle transacties die via SWIFT werden uitgevoerd. De Society for Worldwide Interbank Financial Telecommunication (SWIFT) is een internationale organisatie voor het verzenden van financieel berichtenverkeer. 
Op 23 juni 2006 werd algemeen bekend dat dit programma was opgezet. Er is bezorgdheid dat dit geheime programma de Amerikaanse en Europese wetten van de financiële privacy zou hebben geschonden, aangezien individuele huiszoekingsbevelen niet werden aangevraagd. Onmiddellijk na de onthulling verklaarde SWIFT dat inderdaad informatie aan de VS werd gegeven, maar dat SWIFT van de Amerikaanse overheid aanzienlijke bescherming en waarborgen (heeft) gekregen ten aanzien van de aanwending, de vertrouwelijkheid, het toezicht en de controle van de beperkte gegevens die werden overgemaakt als gevolg van de dagvaardingen. Bovendien bieden onafhankelijke audits een bijkomende bescherming dat deze waarborgen volledig worden nageleefd.
Gesuggereerd werd dat de New York Times moest worden vervolgd, omdat die het programma had onthuld en daarmee de spionagewet van 1917 had overtreden. Anderzijds wordt gesteld dat de informatieverstrekking niet in het geheim gebeurde, aangezien de regering-Bush zelf aankondigde de geldstromen van terroristen te gaan volgen.
De Nationale Bank van België zou sinds 2002 op de hoogte zijn geweest. De CD&V verklaarde op 28 juni dat de bemoeienissen van de CIA met SWIFT een inbreuk zijn op de Belgische privacy. Een Belgisch parlementair comité, Comité I, dat toeziet op de Belgische staatsveiligheidsdienst zou binnen drie weken hierover rapporteren.
Op 28 juni 2007 heeft de Europese Commissie besloten dat het rechtsgeldig is dat SWIFT de financiële transactiegegevens van Europese burgers afgeeft aan de Amerikaanse United States Department of the Treasury. Dit besluit is genomen nadat bij onderhandelingen overeengekomen was dat SWIFT en het Amerikaanse Treasury Department deelnemen aan het Safe Harbour-programma, waarbij beloften zijn gedaan om de Europese privacyrechten voldoende te respecteren. Onder de rechtsgeldigheid vallen alle financiële transacties, ook wanneer deze niet gerelateerd zijn aan de Verenigde Staten. Verdere onderdelen van de overeenkomst zijn onder andere dat de Treasury Department onder doel van terrorisme-opsporing alle gegevens mag opvragen om vervolgens zelf te bepalen of de gegevens voldoende gerelateerd zijn, de gegevens niet langer dan 5 jaar bewaard mogen worden en dat er vanuit de EU een toezichthouder wordt aangewezen.
Na het openen van een nieuw datacenter in Zwitserland worden transacties tussen Europese banken niet meer via het datacenter in de Verenigde Staten uitgevoerd.